# Impeller
En impeller är ett hjul som roterar i en gas eller vätska. Den används för att pumpa, blanda eller förflytta gaser eller vätskor. Ett specialfall av impeller är propellern som används för att förflytta mediet axiellt eller för att få fram en axiell kraft som på ett fartyg eller flygplan. Impellern kan också användas för att få ut rörelseenergi ur strömmande vatten som i ett vattenkraftverk där vattnet normalt leds in radiellt mot impellern.

## Båtmotorer
| Impeller och dess placering i pumphuset |  | Impeller och dess placering i pumphuset |
| Impeller och dess placering i pumphuset |  |                                         |

I vattenkylda utombordsmotorer är kylvattenpumpen vanligtvis en impellerpump. Impellern är gjord av gummi och sitter på vertikala drivaxeln mellan växelhuset och motorn. Axeln är placerad excentriskt i pumphuset och vid rotationen pressar impellern upp vattet till kylkaviteterna i motorn.